# Fiodor Widiajew
Fiodor Aleksiejewicz Widiajew (ros. Фёдор Алексеевич Видяев; ur. 7 listopada 1912 we wsi Stepnaja Szentała, zaginął 1 lipca 1943 na Morzu Barentsa) – radziecki kapitan, poległy w czasie II wojny światowej. Bohater Związku Radzieckiego.

## Życiorys
Widiajew urodził się 7 listopada 1912 w niewielkiej wsi w dzisiejszym obwodzie samarskim. Był etnicznym Mordwinem. W 1921 z całą rodziną przeniósł się do Murmańska, gdzie skończył szkołę. Wstąpił również do Komsomołu. W 1932 trafił do armii i został wysłany na studia do Leningradu, do Szkoły Marynarki Wojennej, którą ukończył w 1937. W tym samym roku został mianowany dowódcą grupy sterującej okrętu podwodnego we Flocie Północnej. W 1938 jako dowódca brał udział w brawurowej akcji ratowania 4 żołnierzy, dryfujących na krze lodowej.
Latem 1938 został mianowany dowódcą jednostki nawigacyjnej okrętu podwodnego D-2. Rok później, będąc w Leningradzie z powodu jego naprawy, poznał swoją przyszłą żonę, Marię Iwanownę.
Od 1941 Widiajew brał udział w walkach na Morzu Barentsa, początkowo na okręcie podwodnym ShCh-421, a po jego zatonięciu na bliźniaczym ShCh-422. Za udział w licznych kampaniach (podawana jest liczba 19) odznaczony został trzykrotnie Orderem Czerwonego Sztandaru. Szacuje się, że okręty dowodzone przez Widiajewa zatopiły 25 okrętów niemieckich.
W swój ostatni rejs Widiajew wypłynął 1 lipca 1943, załoga miała powrócić do portu Polarnyj 25 lipca, jednak okręt zaginął i nigdy nie został odnaleziony. Przez towarzyszy został zapamiętany jako skromny, uśmiechnięty, trochę nieśmiały. Pośmiertnie kapitan został odznaczony Orderem Imperium Brytyjskiego IV klasy, który przekazano na ręce żony, za uratowanie alianckich okrętów przez wojskami niemieckimi.

## Upamiętnienie
Już w 1943 w mieście Polarnyj przyjaciele Widiajewa postawili jego popiersie za pieniądze, które sami zebrali. 6 lipca 1964 jego imieniem nazwano miasto zamknięte Urica. O kapitanie pamięta się również w rodzinnych stronach, regionalne muzeum w Koszkinkach nosi jego imię, a w samej miejscowości w 2013 odsłonięto jego pomnik.